# لد (راسک)
لد یا منطقه لد روستایی در دهستان پیشین بخش پیشین شهرستان راسک استان سیستان و بلوچستان ایران است.

## جمعیت
بر پایه سرشماری عمومی نفوس و مسکن در سال ۱۳۹۵ جمعیت این روستا ۵۸۸ نفر (۱۵۵خانوار) بوده‌است.